# Białystok (meteoryt)
Białystok – meteoryt kamienny, który spadł w postaci deszczu meteorytowego o godzinie 9:30, 5 października 1827 roku w okolicach wsi Fasty, 7,5 km od Białegostoku. Meteoryt Białystok jest achondrytem, należącym do eukrytów. Jego gęstość wynosi 3,17 g/cm3. W składzie mineralogicznym wyodrębnić można następujące minerały: augit, anortyt, bronzyt, oliwin, pigeonit i trydymit. Ocenia się, że meteoryt pochodzi z planetoidy Westa. Jedyny polski okaz znajduje się w Muzeum Ziemi w Warszawie i waży zaledwie 4 g. Został on nabyty przez muzeum w 1939 roku drogą wymiany z Muzeum Uniwersytetu Humboldtów w Berlinie.